# Pinus remota
Pinus remota är en tallväxtart som först beskrevs av Elbert Luther Little, och fick sitt nu gällande namn av Dana K. Bailey och Frank Goode Hawksworth. Pinus remota ingår i släktet tallar, och familjen tallväxter. IUCN kategoriserar arten globalt som livskraftig. Inga underarter finns listade i Catalogue of Life.